# Cazador de Ratas (cómic)
El Cazador de Ratas (inglés: Ratcatcher) es el nombre de 2 supervillanos que aparecen en los cómics estadounidenses y otros medios publicados por DC Comics, principalmente como enemigos de Batman. Pertenecen al colectivo de adversarios que conforman la galería de villanos del Caballero de la Noche. Una vez un verdadero cazador de ratas en Gotham City, Otis Flannegan se hundió en una vida de crimen. Flannegan, que se llama a sí mismo Cazador de Ratas debido a su habilidad especial para comunicarse y entrenar ratas, ha utilizado a sus secuaces para plagar Gotham en más de una ocasión al desatar hordas de alimañas.
Una segunda versión femenina del personaje, llamada Cleo Cazo / Ratcatcher 2 y representada como la hija del Cazador de Ratas original, hizo su debut cinematográfico en la película de DC Extended Universe The Suicide Squad (2021), interpretada por Daniela Melchior, mientras que el original Cazador de Ratas, padre de Cleo, fue interpretado por Taika Waititi.

## Historial de publicaciones
Apareció por primera vez en Detective Comics #585 (abril de 1988), El Cazador de Ratas fue creado por Alan Grant, John Wagner y Norm Breyfogle.

## Biografía del personaje ficticio
Otis Flannegan solía trabajar como cazador de ratas en el Departamento de Saneamiento de Gotham City y siempre decía que podía entrenar ratas para atacar. Flannegan finalmente fue arrestado y pasó diez años en prisión después de matar a puñaladas a un hombre en una pelea callejera. Tras su liberación de la Penitenciaría Estatal de Gotham, Flannegan secuestró a los cuatro funcionarios responsables de su arresto y posterior sentencia. Llevó a sus prisioneros a un escondite ubicado en las cloacas de la ciudad, donde los mantuvo durante cinco años. Durante este período, Flannegan desarrolló su alter ego criminal actual como el Cazador de Ratas. Usando equipo de protección y usando sus habilidades de entrenamiento con animales, Cazador de Ratas reunió una gran cantidad de ratas que usó para torturar y contener a sus prisioneros.
Después de cinco años de cautiverio, uno de los prisioneros del Cazador de Ratas logró escapar, aunque el Cazador de Ratas envió su ejército de ratas para matarlo. El hombre murió al llegar a la superficie y su cuerpo fue encontrado por Batman, quien siguió a las ratas hasta el escondite del Cazador de Ratas. Obligado a enfrentarse al Caballero Oscuro, Flannegan fue superado una vez que Batman se deshizo de todas las ratas y el Cazador de Ratas fue posteriormente entregado a las autoridades una vez más. Después de pasar un tiempo en prisión, Flannegan escapó de su audiencia de libertad condicional usando una flauta que talló para controlar ratas a una frecuencia de tono alto. Sus planes para Gotham fueron arruinados por Batman (en realidad, Dick Grayson reemplazó a Bruce Wayne en ese momento) al final y fue capturado nuevamente.
Cuando comenzó Crisis Infinita, el Cazador de Ratas estaba siendo protegido por, además de sus amigos ratas, la comunidad de indigentes. Cuando fue descubierto, y se lo llevaron, uno de los indigentes intentó ayudar a Flannegan, pero fue derribado fácilmente por los agentes que lo arrestaron. El hombre resultó ser un OMAC escondido, y la lesión aparentemente inició su puesta en libertad. El OMAC identificó al Cazador de Ratas como una amenaza de nivel gamma y lo vaporizó.
En septiembre de 2011, The New 52 reinició la continuidad de DC. En esta nueva línea de tiempo, el Cazador de Ratas aparece por primera vez en la serie Batman Eternal como parte de un plan para desestabilizar sutilmente a Ciudad Gótica a través de catástrofes en los servicios públicos.

## Poderes y habilidades
El Cazador de Ratas tiene la capacidad de comunicarse y controlar un ejército de ratas. Tiene un conocimiento profundo del sistema de alcantarillado de Ciudad Gótica y el diseño de la Penitenciaría de Blackgate, lo que resulta útil ya que Flannegan puede contrabandear artículos dentro y fuera de la prisión con la ayuda de sus pequeños sirvientes. Cazador de Ratas también empuña una pistola de gas y puede manipular varias cosas con gas cianuro.

## Otras versiones

### Master Comics
En Master Comics, la versión del Cazador de Ratas presentada es un hombre llamado Ransom Trappe, que es enemigo de Bulletman y Bulletgirl.

### Batman: Arkham Unhinged
El Cazador de Ratas aparece en Batman: Arkham Unhinged, en el que se le ve participando en el juicio de Dos-Caras contra Joker como miembro del jurado, donde el Cazador de Ratas votó culpable debido a que Joker había envenenado a sus ratas.
- En Batman: Arkham Knight – Genesis, una precuela del videojuego de 2015 Batman: Arkham Knight, se revela que el Cazador de Ratas sobrevivió a su encuentro con el Pingüino en Batman: Arkham City, aunque perdió el ojo y el brazo izquierdos en el proceso. Luego de que Hush, disfrazado de Bruce Wayne, ingresa a sus dominios con dos policías, el Cazador de Ratas envía a sus ratas para atacarlos, logrando matar a los oficiales e incapacitar a Hush. Antes de que las ratas pudieran matar a Hush, Arkham Knight baja con un rodillazo a la cara de Otis, poniéndolo en el suelo. Arkham Knight luego usa un taser intenso para freír vivos al Cazador de Ratas y sus secuaces ratas. Más tarde, Batman llega a la escena del crimen y descubre el cadáver carbonizado de Otis.[11]

### Mother Panic
En la serie en curso Mother Panic, Otis Flannegan, ahora reformado y sin hogar, se muda al sótano del hotel que la vigilante Violet Page usa como su cuartel general. En última instancia, ordena a sus ratas que desmembran la cara del supervillano Pretty.

### Batman: The Adventures Continue
Cazador de Ratas hace un cameo en la serie de cómics, Batman: The Adventures Continue, ambientada en el mundo del Universo animado de DC. Cazador de Ratas aparece como asistente a una fiesta organizada por Harley Quinn y Hiedra Venenosa. Esto marca la primera aparición del personaje en el DCAU.

## En otros medios

### Televisión
- Un personaje similar a Otis Flannegan llamado Patrick Poundstone apareció en Batman del futuro episodio "Ratas" con la voz de Taran Noah Smith. Él es un adolescente deformado fugitivo que tiene el poder de comunicarse con las ratas. Él pronto se obsesionó con Dana Tan y planificó su secuestro. Él mostró a Dana su hábitat y pasatiempos. Sin mostrarse impresionada, ella trató de engañar a Patrick para que la lleve a la superficie por un poco de chile. Patrick no quería arriesgarse a perderla, así que fue por él mismo. Él irrumpió en Rhino's Chili y fue descubierto por Batman, que a continuación le oyó mencionar a Dana. Patrick volvió a su sitio justo a tiempo para salvar a Dana de ser atacada por un grupo de ratas. Dana rápidamente se puso impaciente, y Patrick confundió su frustración por burla y mandó a sus ratas a atacarla. También revela que ha tomado varias otras personas en una manera similar como Dana, y se presume que los mató cuando está molesto o se burlaban de él similar a Dana. En ese momento, Batman intervino y luchó contra el ejército de roedores. En la pelea, un palo de hockey en llamas hizo contacto con residuos tóxicos vertidos, haciendo estallar todo por los aires. Patrick probablemente haya perecido en la explosión.
- El Cazador de Ratas aparece en el episodio de Harley Quinn, "No hay otro lugar al que ir sino hacia abajo", con la voz de James Adomian. Esta versión es un subordinado de Dos-Caras.

### Películas
- Aunque no aparece él mismo, su "disfraz" aparece en la Armería, donde Bruce Wayne se reúne con Vicki Vale y Alexander Knox en Batman.
- Una variación femenina del Cazador de Ratas llamada Cleo Cazo / Cazador de Ratas 2 aparece en la película de acción real The Suicide Squad (2021) interpretada por Daniela Melchior.[14] Esta versión es uno de los miembros del equipo homónimo más recientes,[15] y es la hija de un Cazador de Ratas anterior sin nombre (interpretado por Taika Waititi). Ella y su padre estaban sin hogar en Portugal, hasta que Cazador de Ratas pudo inventar tecnología para que la población de ratas de la ciudad los ayudara. Después de su muerte, Cleo llega a Estados Unidos y comienza una carrera criminal, solo para ser arrestada y reclutada en el Escuadrón Suicida. Junto a su rata mascota "Sebastián" y empuñando el equipo de su padre, ayuda al escuadrón a infiltrarse y destruir una prisión de Corto Maltés realizando experimentos inhumanos, formando un vínculo tentativo con sus compañeros de equipo Bloodsport y Rey Tiburón. En el clímax de la película, convoca a un ejército de ratas de Corto Maltese para abrumar y matar al alienígena Starro consumiéndolo desde dentro.

### Videojuegos
- Cazador de Ratas aparece como un jefe en Batman: Dark Tomorrow con la voz de Jonathan Roumie.
- El Cazador de Ratas es mencionado en Batman: Arkham Asylum, su biografía puede ser desbloqueada encontrando su máscara, guantes y libro en el sistema de ventilación de los Jardines Botánicos.
- Un cartel publicitando las habilidades del Cazador de Ratas como un exterminador se ha visto recientemente en un tráiler para Batman: Arkham City. Escanearlo desbloquea la biografía del Cazador de Ratas, que indica que él se había convertido en un jugador en el mercado negro, vendiendo objetos pequeños como botones y goma para evitar problemas con otros jugadores importantes, como El Pingüino. Esto eventualmente le falló, y fue visto por última vez siendo arrastrado en el museo del Pingüino por los hombres del Pingüino, seguido por su ejército de ratas, y no ha sido visto desde entonces. Pingüino también puede haber utilizado las ratas que siguieron a Flannegan al museo como una trampa mortal utilizada en gruñidos desleales (como se ha mencionado por varios de los hombres del Pingüino). Aunque si el Cazador de Ratas está vivo nunca estuvo claro.